# Fedor von Köppen
Fedor Georg von Köppen (* 8. März 1830 in Kolberg; † 2. Juli 1904 in Lausigk) war ein preußischer Oberstleutnant, Militärschriftsteller und Dichter.

## Leben

### Herkunft
Die Familie erhielt den preußischen Adel am 17. Juni 1717 durch den Artillerieoffizier Peter Rudolf Köppen und etwas früher durch dessen Bruder Maximilian Köppen, zu dessen Nachkommen Fedor zählt. Fedor war ein Sohn des preußischen Oberstleutnants Ernst von Köppen (1789–1866) und dessen Ehefrau Johanne, geborene Klemm (1800–1837). Der preußische Generalleutnant Gustav von Köppen war sein älterer Bruder.

### Militärkarriere
Nach dem Besuch des Kadettenkorps wurde Köppen am 1. April 1848 als Sekondeleutnant dem 7. Infanterie-Regiment der Preußischen Armee in Glogau überwiesen. Im gleichen Jahr nahm er an der Niederschlagung des Polnischen Aufstandes in der Provinz Posen teil. Mitte November 1851 erfolgte seine Versetzung in das Kaiser Franz Grenadier-Regiment nach Berlin und er absolvierte zur weiteren Ausbildung die Allgemeine Kriegsschule ebendort. Bis Ende Mai 1859 avancierte Köppen zum Hauptmann, war von Mitte August 1859 bis Ende Juni 1860 als Kompanieführer im I. Bataillon des 2. Garde-Grenadier-Landwehr-Regiments nach Hamm kommandiert. Mit seiner Ernennung zum Kompaniechef wurde er am 13. Dezember 1860 in das 4. Garde-Grenadier-Regiment Königin nach Koblenz versetzt und nahm in dieser Eigenschaft 1864 während des Krieges gegen Dänemark an den Kämpfen bei Düppel sowie Fredericia teil. Im Krieg gegen Österreich führte Köppen zwei Jahre später eine Kompanie beim mobilen II. Bataillon des 2. Garde-Grenadier-Landwehr-Regiments in den Schlachten bei Münchengrätz und Königgrätz. Nach dem Friedensschluss wurde er am 16. März 1867 mit Wirkung zum 1. April des Jahres unter Stellung à la suite als etatmäßiger Militärlehrer zum Berliner Kadettenhaus kommandiert. Köppen erhielt am 18. Juni 1869 den Charakter als Major und wurde am 1. Dezember 1869 in Genehmigung seines Abschiedsgesuches mit Pension aus dem aktiven Dienst verabschiedet.
Während des Krieges gegen Frankreich wurde er 1870/71 wiederverwendet, war Führer der Landwehr in Frankfurt am Main und erhielt den Charakter als Oberstleutnant.

### Schriftsteller
Köppen debütierte während seiner Militärkarriere 1851 mit dem Gedicht Schlacht bei Schleswig. In den folgenden Jahren veröffentlichte er eine Vielzahl an Büchern und Gedichten. 1869 wurde er zu den bedeutendsten neueren patriotischen Epikern gezählt.

### Familie
Köppen heiratete im November 1863 in Breslau Konstanze von Müller (1841–1871). Nach ihrem Tod heiratete er am 15. Januar 1887 in Altenburg Hedwig Knöfler (* 1854).

## Schriften

### Bücher
- Ein Strauß für Schleswig. Alexander Duncker, Berlin 1866.[5]
- Fürst Bismarck, der deutsche Reichskanzler. Ein Zeit- und Lebensbild für das deutsche Volk. Otto Spamer, Leipzig 1876.[6]
- Die Hohenzollern und das Reich. Carl Flemming, Glogau 1887–1890
  - 1. Band: Von der Gründung des Brandenburgisch-Preußischen Staates bis zum Regierungsantritt Friedrichs des Großen.
  - 2. Band: Der Weg zur Großmacht unter Friedrich II.
  - 3. Band: Preußens Fall und Wiedererhebung unter König Friedrich Wilhelm II. und Friedrich Wilhelm III.
  - 4. Band: Preußen nach den Befreiungskriegen und die Zeit Friedrich Wilhelms IV. und Wilhelms I. (1815–1870).
- Deutsche Kaiserbilder aus dem Mittelalter. R. Voigtländer, 1885.
- Heerschau über die Kriegsvölker Europa’s. G. Löwensohn, Fürth 1891.[7]
- Das Deutsche Reich. Von der Maas bis an die Memel. Von den Alpen bis zum Belt. Volks- und Vaterlandskunde für die deutsche Jugend. Abel & Müller, Leipzig 1894.[8]
- Graf Helmuth von Moltke. Ein Lebensbild für Jung und alt. Geibel & Brockhaus, Leipzig 1895.[9]
- Vor fünfundzwanzig Jahren. Eine vaterländische Denkschrift. Abel & Müller, Leipzig 1895.[10]
- Ernst Moritz Arndt und Friedrich Ludwig Jahn. Zwei Vorkämpfer deutscher Einheit und Freiheit. Carl Flemming, Glogau 1898.

### Gedichte
- Preußens Erhebung. Ein Vaterländisches Gedicht. Die Grenzboten, 1854.[11]
- Wrangel. 1855.[12]
- Groß-Görschen. Bath 1856.
- Waffenbrüdergruss. 1865.[13]
- Der Landwehrmann vor Metz. Das Tunnel-Stiftungsfest, 1883.
- Die Wachtparade. Das Tunnel-Stiftungsfest, 1883.
- Das alte Herz. Monatsblätter für deutsche Litteratur, 1898.
- Im Frühling. Monatsblätter für deutsche Litteratur, 1898.
- Eine Stunde auf dem Hohenasberg. Monatsblätter für deutsche Litteratur, 1898.
- Zwei Veteranen von Mars-la-Tour (in: Jung=Deutschland in Heimat und Fremde, Zur Unterhaltung und Belehrung für die Jugend herausgegeben von Heinrich Beckey, Lengerich (Westfalen) o. J.)